# Czarny HIFI
Czarny HIFI, również Olek K., właśc. Aleksander Kowalski (ur. 17 lutego 1986 w Warszawie) – polski muzyk, kompozytor i instrumentalista, a także producent muzyczny, inżynier dźwięku i aranżer. Absolwent Islington Music Workshop w Londynie i Academy of Contemporary Music College w Guildford. Aleksander Kowalski znany jest przede wszystkim z występów w zespole hip-hopowym HiFi Banda, którego był współzałożycielem. Był także członkiem zespołu muzyki tanecznej Monopol.
Jako producent muzyczny i inżynier dźwięku współpracował z takimi wykonawcami jak: Eldo, Młody M, Fu, Fundacja nr 1, Pokój z Widokiem na Wojnę, Pezet, Mor W.A., Małolat, Siwers, Sokół i Marysia Starosta, Ania Dąbrowska, Kaz Bałagane, Małpa.

## Dyskografia
Albumy producenckie
| Tytuł                   | Dane dot. albumu                                        | Pozycja na liście | Sprzedaż       | Certyfikat         |
| Tytuł                   | Dane dot. albumu                                        | POL               | Sprzedaż       | Certyfikat         |
| ----------------------- | ------------------------------------------------------- | ----------------- | -------------- | ------------------ |
| Niedopowiedzenia        | - Data: 12 listopada 2012 - Wydawca: Prosto             | 28                | - POL: 15 000+ | - POL: złota płyta |
| Nokturny & demony       | - Data: 6 października 2014 - Wydawca: Prosto           | 8                 |                |                    |
| Jeśli coś się stanie... | - Data: 11 marca 2022 - Wydawca: Universal Music Polska | 8                 |                |                    |

Minialbumy
| Tytuł       | Dane dot. albumu                                         | Pozycja na liście | Sprzedaż | Certyfikat |
| Tytuł       | Dane dot. albumu                                         | POL               | Sprzedaż | Certyfikat |
| ----------- | -------------------------------------------------------- | ----------------- | -------- | ---------- |
| Bez odbioru | - Data: 7 grudnia 2018 - Wydawca: Universal Music Polska | –                 |          |            |

Single
| „Nadzieja” (gościnnie: Iza Kowalewska)                      | 2014 | 2 |                        | Nokturny & demony          |
| „Historię piszą zwycięzcy” (gościnnie: Łysol, VNM i Sztoss) | 2016 | – |                        |                            |
| „Co jest ze mną nie tak” (oraz Pezet)                       | 2016 | – | - POL: platynowa płyta | Kamper (ścieżka dźwiękowa) |
| „C:/”                                                       | 2017 | – |                        |                            |
| „Nie ma szans” (oraz Bober, Lipa i ZetHa)                   | 2020 | – |                        |                            |
| „Ostatnie szlugi” (oraz Bonson i Skip)                      | 2020 | – |                        | Jeśli coś się stanie...    |
| „Yeah & Yeah” (oraz Skip)                                   | 2020 | – |                        | Jeśli coś się stanie...    |
| „Przyjdzie czas” (oraz Golec uOrkiestra)                    | 2020 | – |                        |                            |
| „Raj” (oraz Young Igi i Sobel)                              | 2020 | – |                        | Jeśli coś się stanie...    |
| „Wino” (gośc. Sarius, Zalia                                 | 2021 |   | - POL: złota płyta     | Jeśli coś się stanie...    |
| „–” singel nie był notowany.                                |      |   |                        |                            |

Inne
| Album                                          | Rok  | Uwagi | Źródło |
| ---------------------------------------------- | ---- | --- | ------ |
| Juras & Wigor – Wysokie loty                   | 2005 | produkcja utworów „Na własne oczy”, „To zbyt piękne”, „Intro”, „Outro” | [ 25 ] |
| THS Klika – Liryka chodnika                    | 2006 | produkcja utworu „PRL” | [ 26 ] |
| Prosto Mixtape Deszczu Strugi                  | 2006 | produkcja utworów „Normalne chłopaki”, „Dziś na jutro”, „Podnieś”, „Ostatni moment” także miksowanie | [ 27 ] |
| Fu – Krew i dusza                              | 2007 | produkcja utworu „Rap chronologia” | [ 28 ] |
| Mor W.A. – Uliczne Esperanto                   | 2007 | produkcja utworu „O ludziach dla ludzi” | [ 29 ] |
| Sokół feat. Pono – Teraz pieniądz w cenie      | 2007 | produkcja utworu „Orientuj się” | [ 30 ] |
| Eldo – Nie pytaj o nią                         | 2008 | remiks utworu „Twarze”, także miksowanie i realizacja nagrań | [ 31 ] |
| Pezet – Muzyka emocjonalna                     | 2009 | produkcja utworów „Nieważne”, „Spadam” (Czarny Remix) | [ 32 ] |
| Siódmy – Fundament                             | 2009 | mastering | [ 33 ] |
| Robert M – Taxi                                | 2009 | gościnnie w utworze „Jak mam żyć?” | [ 34 ] |
| Fu – Retrospekcje                              | 2009 | produkcja utworów „Retrospekcje”, „To, czego pragnę” także miksowanie, mastering i realizacja nagrań | [ 35 ] |
| Fundacja nr 1 – Poste restante                 | 2009 | produkcja utworów „Nie myśl sobie, że...”, „Uważaj dzieciak”, „Dzielnica z tradycją”, „Więzi muzyki”, „Ależ owszem” także miksowanie                                                                               | [ 36 ] |
| Monopol – Product of Poland 100%               | 2009 | produkcja utworów „Zodiak na melanżu”, „Frik”, „Lans”, „Miłość jednego semestru”, „Nie ma stop”, „UF”, „Królowie nocy”, „Fabryka hitów”, „Jędker”, „Przetrwamy”, „Miłość i nienawiść” także miksowanie i mastering | [ 37 ] |
| Prosto Mixtape 600V                            | 2010 | „Jestem swój”, „Kto wrócił na osiedle”, „Noc nie daje snu”, „Wwa”, „Więzi muzyki (Prosto Remix)” aranżacja utworu „Strach czy respekt”                                                                             | [ 38 ] |
| Siwers, Tomiko – Ogień                         | 2010 | miksowanie, mastering | [ 39 ] |
| Pokój z Widokiem na Wojnę – 2010               | 2010 | produkcja utworu „Skit” | [ 40 ] |
| Pezet, Małolat – Dziś w moim mieście           | 2010 | produkcja utworów „Zaalarmuj”, „Jestem sam”, „Gdzie byśmy dziś byli”, „Koka”, „Dopamina”, „Hip hop robi dla mnie”, „Tak łatwo było”, „Odkąd ostatnio gadaliśmy”, „Chciałbym uciec stąd (Outro)” także miksowanie   | [ 41 ] |
| VNM – De Nekst Best                            | 2011 | produkcja utworu „Chora ambicja” także miksowanie | [ 42 ] |
| Diox, The Returners – Logika gry               | 2011 | realizacja nagrań | [ 43 ] |
| Sokół, Marysia Starosta – Czysta brudna prawda | 2011 | produkcja utworu „Cynamon (Remix Czarny HIFI)” także miksowanie i mastering (CD 2) | [ 44 ] |
| VNM – Etenszyn: Drimz Kamyn Tru                | 2012 | miksowanie, mastering | [ 45 ] |
| Guzu – Jak nam mówiono                         | 2013 | miksowanie, mastering | [ 46 ] |
| Sanah – Królowa dram                           | 2020 | słowa i produkcja utworu „Piękno tej niechcianej” | [ 47 ] |
| Daria ze Śląska – TBA                          | 2024 | produkcja utworu „Mainstream” | [ 48 ] |

## Teledyski
| Tytuł                                          | Rok  | Reżyseria/Realizacja | Album             | Źródło |
| ---------------------------------------------- | ---- | -------------------- | ----------------- | ------ |
| „Ludzie mówią” (gościnnie: Grizzullah, Cheeba) | 2012 | Toczy Videos         | Niedopowiedzenia  | [ 49 ] |
| „Niedopowiedzenia” (gościnnie: Pezet)          | 2013 | Letemknow Sequence   | Niedopowiedzenia  | [ 50 ] |
| „Walter Erviti” (gościnnie: DJ Kebs)           | 2013 | Maciej Świechowski   | Niedopowiedzenia  | [ 51 ] |
| „Nokturn”                                      | 2014 | Film Point           | Nokturny & demony | [ 52 ] |
| „Fabric of Life” (gościnnie: Promoe)           | 2014 | Marathon             | Nokturny & demony | [ 53 ] |
| „Nadzieja” (gościnnie: Iza Kowalewska)         | 2014 | Oesvidyo             | Nokturny & demony | [ 54 ] |
| „Co jest ze mną nie tak” (oraz Pezet)          | 2016 | Łukasz Grzegorzek    | –                 | [ 55 ] |